# 安學林
安學林（1922年—1951年6月29日），河北省天津市人，中國共產黨員，青島陸軍總醫院護理員，戰後來台參與中共中央社會部台灣工作站活動，受牽連判處死刑，1951年6月29日槍決於台北水源路刑場。

## 生平
安學林，1922年生於河北省天津市，曾服務於青島陸軍總醫院護理員。戰後赴台任空軍醫學院看護中士。
1948年中共中央社會部部長李克農先後派遣朱芳春(化名非)、蕭明華及周一粟等多名特工赴台發展組織。由非領導，並由蘇藝林負責軍事情蒐，非透過關係進入國語日報社任副總編輯，非在國語日報社與馬學樅銜接工作後，於1949年3月至6月間在臺灣省政府社會處主辦之社會科學研究會附設「實用心理學補習班」講課，吸收學員陳平、熙、鄭臣嚴、王隆煜、李學驊、孫清河等人陸續加入「新民主主義青年團中央黨部」，陳平吸收安學林加入，與安學林、熙同一小組。
1949年8月于非返回中國，李克農即指示不可再組織讀書會，會很容易被破獲，要求他們化整為零，並改為單線聯絡，並且以蒐集情報與策反為工作重點，1949年10月于非回台後，將組織名稱改為中共中央社會部台灣工作站 。
1949年12月蘇藝林由陸大調到長官公署三處，隨國防部來台，經凱帶著非與蘇藝林接觸後銜接關係，非指示陳平派安學林擔任交通員。安學林將情報縫在西裝內襯送往天津，並取得李克農之兩項指示與九大任務，主要是蒐集海陸空軍情報，策反將領陣前起義、動搖官吏加入、成立武裝和登陸接應點等，指示內容由組織台大成員凱傳閱後交給姜民權，姜民權把資料藏於其台大宿舍蚊帳頂部蒙皮內。
經過一年多的情蒐，1950年3月22日非帶著包含「海南島作戰計畫書」、「臺灣省作戰計畫書」等多達二十幾種相關軍事情報之相片膠卷，從基隆搭船往香港返回上海。同年5月海南島全島遭到中共攻佔。
1950年2月因非大陸身分被偵破，情治單位在非 住處逮捕蕭明華，組織相關人等陸續落網，孫清河、路齊書等多人被保密局轉汙點證人，同時保密局在獄中安插幹員扮成人犯，偽裝審訊期間與幹員傳遞情報及書寫證詞，許多組織成員被供出並造成案情擴大，1950年5月23日安學林被傳訊後收押。1951年7月全案偵查進入後續收網階段，調查局在香港新聞天地週刊刊登整刊的特稿，以李克農照片為封面，標題中共社會部首領李克農的潛台組織已被一網打盡。
由於安學林擔任交通員，傳遞了重要情報，與同案蘇藝林、陳平、田子彬、徐毅、張慶、嚴明森、孫玉林、劉維、白靜寅、熙、周一粟、葛仲卿、譚興坦、林振成、簡桂生、馬學樅、李學驊共18人被判處死刑，1951年6月29日槍決於水源路刑場。

## 紀念
2013年10月 北京西山國家森林公園的無名英雄廣場上立有無名英雄紀念碑，為紀念來台灣在1950年代被處決「隱避戰線烈士」而設立，安學林刻於紀念碑上第一排第一位，為中共國家安全部追認之中華人民共和國烈士。